# Olympique (rugby à XV, 1895)

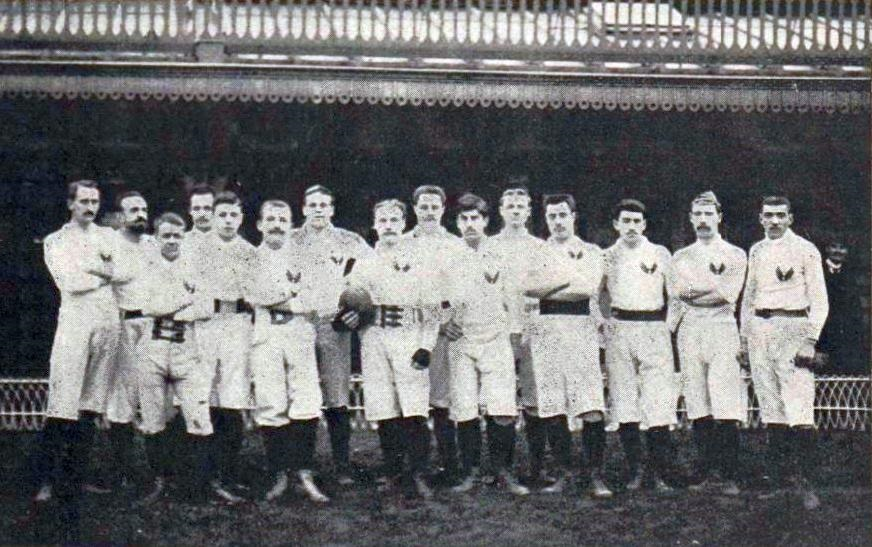
L'Olympique de Paris en décembre 1895.

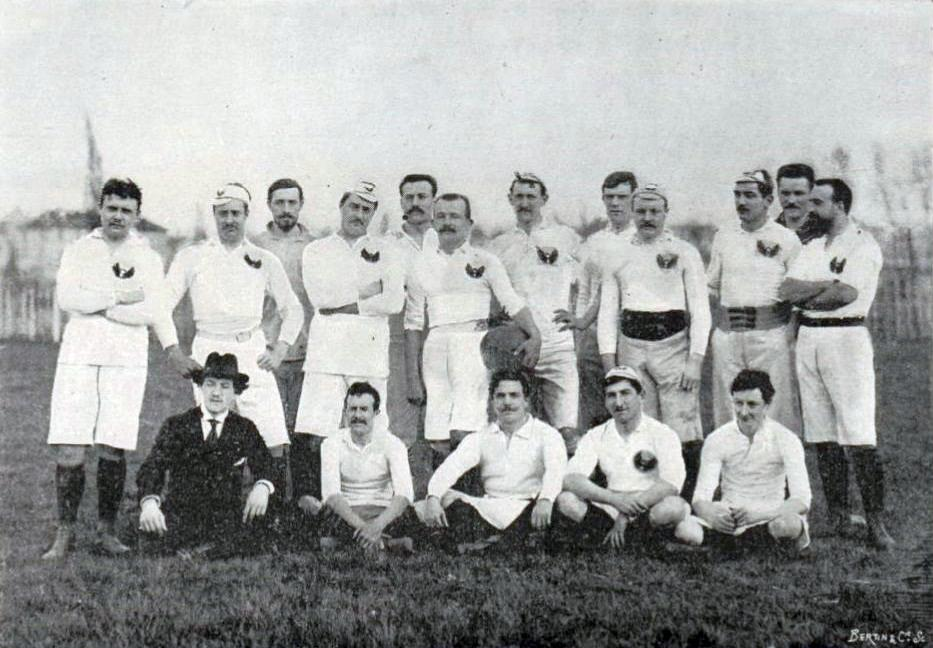
L'Olympique, vice-champion de France en 1897.

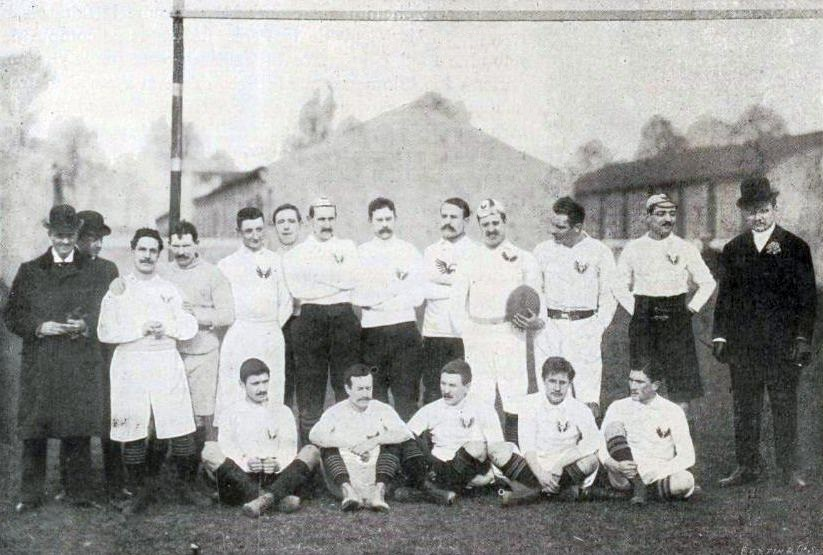
L'Olympique en 1898.

Pour les articles homonymes, voir Olympique.
Ne doit pas être confondu avec Olympique (football) ou Olympique (rugby à XV, 1897).
L'Olympique est un club parisien de rugby à XV actif depuis sa fondation en 1895 jusqu'à sa fusion au sein du Racing club de France en 1902. Durant sa courte période d'existence, il participe au Championnat de France de rugby à XV qu'il remporte une fois en 1896 pour deux finales perdues en 1895 et 1897.

## Historique
L'Olympique (surnommé l'O.) est fondé en 1895 à l'initiative de Jean-Baptiste Charcot et plusieurs dissidents du Racing club de France et des élèves du lycée Michelet de Vanves. Initialement, le club réside à Bezons dans le Val-d'Oise. Finaliste du Championnat de France dès sa première participation en 1895, il devient champion de France en 1896. Il dispute le championnat de Paris de 1re série jusqu'en 1899. Il termine second en 1897, 3e en 1898 et 1899.
Le club devient progressivement un organisateur d'évènements sportifs et organise la Coupe de l'Olympique de la saison 1899-1900 à la saison 1901-1902. L'Olympique' reprend la compétition en 1901-1902 dans les séries inférieures. En février 1902, le club devient le locataire exclusif du Parc des Princes, le Racing club de France devant se trouver pour la saison suivante un autre terrain. En septembre 1902, à l'initiative de Frantz Reichel, alors vice-président du club, et de Paul Lejeune, président du RCF, l'Olympique et le Racing club de France fusionnent, ce qui permet à ce dernier de disposer de nouveau du Parc des Princes. De fait, le Racing rachetant l'Olympique, les dissidents retrouvent leur club doyen.

## Palmarès
- Championnat de France :
  - Champion (1) : 1896.
  - Vice-champion (2) : 1895 et 1897.

| Date         | Vainqueur            | Score      | Finaliste            | Lieu                  | Spectateurs |
| ------------ | -------------------- | ---------- | -------------------- | --------------------- | ----------- |
| 17 mars 1895 | Stade français Paris | 16-0       | Olympique            | Vélodrome, Courbevoie | ...         |
| 5 avril 1896 | Olympique            | 12-0       | Stade français Paris | Vélodrome, Courbevoie | ...         |
| 1897         | Stade français Paris | [ Note 2 ] | Olympique            | ...                   | ...         |

## Joueurs emblématiques
- Arnold Bideleux
- Jean-Baptiste Charcot
- Jean-Guy Gautier
- Constantin Henriquez
- Thomas Frank Potter-Irwin[Note 3]